# Uwe Harden
Uwe Harden (* 22. Februar 1952 in Geesthacht) ist ein deutscher Politiker (SPD). Er ist verheiratet und hat zwei Kinder.

## Ausbildung und Beruf
Nach dem Abitur war Harden zwei Jahre lang beim Bundesgrenzschutz in Lüneburg tätig. Danach studierte er Slawistik und Politologie in Göttingen und Hamburg. Seit 1981 ist er als Verleger und Journalist tätig.

## Politik
Seit 1971 ist Harden Mitglied der SPD. Seit 1976 ist er Ratsherr der Samtgemeinde Elbmarsch und war Vorsitzender der SPD-Ratsfraktion. Aktuell wirkt er als stellvertretender Fraktionsvorsitzender.  Außerdem gehört er dem Rat der Gemeinde Drage an und ist dort seit 1991 Bürgermeister. Von 1986 bis 1997 war er zudem Kreistagsabgeordneter des Landkreises Harburg. Dem Niedersächsischen Landtag gehörte Harden von 1994 bis 2008 an. Seit 2011 ist Harden wieder Abgeordneter im Kreistag des Landkreises Harburg, seitdem in der Funktion eines stellvertretenden Landrates.
Uwe Harden ist Vorsitzender der Bürgerinitiative gegen Leukämie in der Elbmarsch und Mitglied der Arbeiterwohlfahrt sowie des Deutschen Roten Kreuzes.
| Personendaten    | Personendaten                  |
| ---------------- | ------------------------------ |
| NAME             | Harden, Uwe                    |
| KURZBESCHREIBUNG | deutscher Politiker (SPD), MdL |
| GEBURTSDATUM     | 22. Februar 1952               |
| GEBURTSORT       | Geesthacht                     |